# (3352) McAuliffe
(3352) McAuliffe est un astéroïde Amor nommé en hommage à Christa McAuliffe, jeune institutrice. Elle avait été choisie parmi des milliers de postulants astronautes pour devenir la première citoyenne de l'espace et était la seule à ne pas être astronaute professionnelle lors de la tragédie de la mission Navette spatiale Challenger. 
Les astéroïdes numérotés 3350 à 3356 ont été baptisés en hommage aux sept astronautes morts dans l'explosion de la Navette spatiale Challenger, le 28 janvier 1986.